# Margaret Leech
Margaret Leech (Newburgh, 7 novembre 1893 – New York, 24 febbraio 1974) è stata una storica e scrittrice statunitense.

## Biografia
Nata a Newburgh, nello stato statunitense di New York, ottenne una bachelor al Vassar College nel 1915. Lavorò con la Nast publishing prima che iniziasse la prima guerra mondiale, terminata la quale, strinse amicizia con i componenti dell'Algonquin Round Table, fra cui Alexander Woollcott.
Nel 1928 sposò Ralph Pulitzer.

## Riconoscimenti
- 1943: premio Pulitzer per la storia per l'opera Reveille in Washington, 1860–1865.
- 1960: premio Bancroft per l'opera In the Days of McKinley

## Opere
- The Back of the Book (1924)
- Tin Wedding (1926)
- The Feathered Nest (1928)
- Reveille in Washington, 1860–1865 (1942)
- In the Days of McKinley (1959)